# Віниченко Дмитро Анатолійович
Дмитро́ Анато́лійович Віниче́нко — старший сержант, Державна прикордонна служба України.
Станом на лютий 2017 року — старший оператор технічних засобів, проживає в Білопіллі.

## Нагороди
15 липня 2014 року — за особисту мужність і героїзм, виявлені у захисті державного суверенітету та територіальної цілісності України, вірність військовій присязі під час російсько-української війни, відзначений — нагороджений орденом «За мужність» III ступеня. Нагороду отримав у Центральному клінічному госпіталі прикордонного відомства, де лікувався після бойового поранення.